# Alker
Alker (2202 m n. m.) je hora ve Wölzských Taurách na území rakouské spolkové země Štýrsko. Nachází se v krátké rozsoše vybíhající z hory Talkenschrein (2319 m) směrem na sever. Na jihu Alker sousedí přímo s Talkenschreinem, od kterého je oddělen mělkým bezejmenným sedlem. Na severu rozsocha klesá poměrně strmě do údolí potoka Schwarzabach. V okolí hory se nachází několik bezejmenných jezer.

## Přístup
- nejprve po značené turistické trase č. 927 od chaty Neunkirchner Hütte do sedla Idlereckscharte a pak po neznačené cestě přes horu Talkenschrein až na vrchol